# Theobald Ziegler
Theobald Ziegler, né le 9 février 1846 à Göppingen (Wurtemberg) et mort le 1er septembre 1918, est un philosophe et un éducateur wurtembergeois.

## Carrière
Ziegler étudie la théologie et la philosophie à l'Université Eberhard Karl de Tübingen. Il devient par la suite professeur de collège à Heilbronn, Winterthour et Baden-Baden. Il donne également des cours au Tübinger Stift. En 1882, il devient Konrektor du collège protestant de Strasbourg. En 1886, il devient professeur de philosophie à l'Université de Strasbourg.

## Œuvres
- In Sachen des Straußschen Buches: Der alte und der neue Glaube, Schaffhausen, 1874.
- Studien und Studienköpfe aus der neuern und neuesten Literaturgeschichte, Schaffhausen, 1877.
- Republik oder Monarchie? Schweiz oder Deutschland?, Bonn, 1877.
- Lehrbuch der Logik, Bonn, 1876 (Deuxième édition en 1881).
- Geschichte der Ethik, deux volumes :
  - Die Ethik der Griechen und Römer, Bonn, Strauss, 1881.
  - Geschichte der christlichen Ethik, Strasbourg, Trübner, 1886.
- Sittliches Sein und sittliches Werden: Grundlinien eines Systems der Ethik, 1890.
- Die Fragen der Schulreform, Stuttgart, 1891.
- Die soziale Frage eine sittliche Frage, Strasbourg, 1891 (5e édition en 1895).
  - Cet ouvrage fut traduit en français par Georges Palante sous le titre La question sociale est une question morale, à partir de la 4e édition ,Paris, Félix Alcan, coll. «Bibliothèque de philosophie contemporaine», 1893.
- Das Gefühl. Eine psychologische Untersuchung, Stuttgart, Göschen, 1893.
- Religion und Religionen, 1893.
- Geschichte der Pädagogik, 1895.
- Der Deutsche Student am Ende des 19. Jahrhunderts, Leipzig, 1896.
- Die geistigen und socialen Strömungen des neunzehnten Jahrhunderts, 1899.
- Friedrich Nietzsche. Vorkämpfer des Jahrhunderts, Berlin, Georg Bondi 1900.
- Schiller, Leipzig, 1905.
- David Friedrich Strauss, 1908.
- Allgemeine Pädagogik. Sechs Vorträge, Leipzig, Teubner, 1914.
- Goethes Welt- und Lebensanschauung, Berlin, G. Reimer, 1914.
- Menschen und Probleme, Berlin, G. Reimer, 1914.
- Der Krieg als Erzieher, Francfort-sur-le-Main, Knauer, 1914.
- Zwei Schwabenreden zur gegenwärtigen Lage, avec Gottlob Egelhaaf (de), Stuttgart, Krabbe, 1917.

À Francfort-sur-le-Main l'école primaire Theobald-Ziegler-Schule porte le nom de ce philosophe.